# Vertrag von Auxerre
Der Vertrag von Auxerre vom 22. August 1412 war eine Vereinbarung zwischen den Armagnacs und Bourguignons, an der auch das Parlement, die Chambre des comptes und die Universität Paris mitgewirkt hatten.
Mit diesem Vertrag glaubte man, das Ende des Bürgerkriegs der Armagnacs und Bourguignons erreicht und das Eingreifen der Engländer abgewehrt zu haben. Die Erleichterung über den Vertragsabschluss war so groß, dass in ganz Frankreich die Glocken geläutet wurden.
Die zentrale Bestimmung war der Verzicht beider Parteien auf Bündnisse mit ausländischen Mächten. Seit mehreren Monaten hatten sowohl die Armagnacs als auch die Bourguignons mit den Engländern verhandelt – der Vertrag von Bourges, den Johann von Berry und Karl von Orléans abgeschlossen hatten, führte dann im September zu Komplikationen, als der Herzog von Clarence, der zweite Sohn Heinrichs IV., mit einer Armee im Cotentin landete, und sein Abzug durch den Vertrag von Buzançais erkauft werden musste.